# CERT 코딩 표준
SEI CERT 코딩 표준(CERT Coding Standards)은 소프트웨어 시스템의 안전, 신뢰성 및 보안을 향상시키기 위해 CERT 코디네이션 센터에서 개발한 소프트웨어 코딩 표준이다. 개별 표준은 C, C++, 자바, 안드로이드 OS, 펄용으로 제공된다.
CERT C 보안 코딩 표준의 지침은 공통 취약점 열거 (CWE) 항목 및 MISRA를 포함한 다른 여러 표준과 상호 참조된다.

## 같이 보기
- 공통 취약성 및 노출
- 국가 취약점 데이터베이스